# دی‌بی‌ال‌پی
دی‌بی‌ال‌پی (انگلیسی: DBLP) یک وبگاه کتاب‌شناسی علوم رایانه است که از سال ۱۹۹۳ در دانشگاه University of Trier در آلمان بنیانگذاری شد که از فایل‌های HTML کوچک شروع به کار کرد. و به یک سازمان نگهدارندهٔ پایگاه داده و برنامه‌نویسی منطقی زیست‌شناسی تبدیل شد.
DBLP بیش از ۳٫۶۶ میلیون مقالهٔ مجله‌های علمی و مقالات همایش‌ها و سایر انتشارات در زمینهٔ علوم کامپیوتر تا ژوئیه ۲۰۱۶ داشت که با ۱۴ هزار مقاله در سال ۱۹۹۵ شروع کرده‌است.